# Боддэ, Дерк
Дерк Боддэ (англ. Derk Bodde, 9 марта 1909, Брант-Рок, Массачусетс, США — 3 ноября 2003, Филадельфия, Пенсильвания, США) — американский синолог, историк Китая, переводчик. Один из первых исследователей юридической мысли традиционного Китая. Доктор, член Американского философского общества (1961).

## Биография
В 1930 г. окончил Гарвардский университет. В 1931—1937 гг. по программе научного обмена работал в Китае. Докторскую диссертацию — исследование жизни канцлера Ли Сы, защитил в Лейденском университете (Нидерланды) в 1938 г.
В 1937 г. опубликовал в собственном переводе первый том «Истории китайской философии» философа-неоконфуцианца Фэн Юланя (в оригинале вышла в двух томах в 1931 и 1934 гг.).
В 1948 г. стал первым Фулбрайтовским стипендиатом, проведя год в Пекине.
В 1944 г. получил звание эмеритального профессора университета Пенсильвании.
В 1950 году, в соавторстве с женой, — Галиной Спешневой-Боддэ, в серии изданий Принстонского университета «История идей» опубликовал исследование «Толстой и Китай».
В 1958—1959 гг. был вице-президентом Общества востоковедов США. В 1970 году получил стипендию Гуггенхайма. На пенсии — с 1975 г.
Основные работы: полный перевод «Истории китайской философии» Фэн Ю-ланя, перевод исследования Дунь Ли-чжэня о праздниках и обыкновениях Пекина (кит. трад. 敦禮臣, пиньинь Dūn Lǐchén, W.-G.: Tun Li-ch’en, 1855—1911, 《燕京歲時記 : 北京年中行事記》), биография канцлера Ли Сы.

## Избранные труды
- Bodde D., Tun Li-ch’en. Annual customs and festivals in Peking. — Peking: Henri Vetch., 1936.
- China’s first unifier: a study of the Ch’in dynasty as seen in the life of Li Ssu ; 280? — 208 BC / by Derk Bodde. — Leiden : Brill, 1938 (Sinica Leidensia; 3)
- Tolstoy and China / By Derk Bodde with the collaboration of Galia Speshneff Bodde. — Princeton: Princeton University Press, 1950. — vi, 110 p. — (History of ideas series no.4.) — ISBN 978-1-4008-7932-8
- Feng Yu-lan. A History of Chinese Philosophy / Transl. by D. Bodde. — Princeton, NJ: Princeton University Press, 1983. — ISBN 0-691-02021-3
- Bodde, Derk. Chinese Thought, Society, and Science:The Intellectual and Social Background of Science and Technology in Pre-Modern China — Honolulu: University of Hawaii Press, 1991. — ISBN 0-8248-1334-0, ISBN 978-0-8248-1334-5.